# Conus furnae
Conus furnae is een slakkensoort uit de familie van de Conidae. De wetenschappelijke naam van de soort is voor het eerst geldig gepubliceerd in 1990 door Rolán.